# 藤里美保
藤里 美保（ふじさと みほ、2月5日生）は、元宝塚歌劇団月組主演男役スターである。兵庫県神戸市出身、本名：松永 園子（まつなが そのこ）。宝塚歌劇団時代の公称身長は163cm。宝塚歌劇団時代の愛称はオソノ（本名の園子より）。宝塚歌劇団40期生。

## 略歴
1953年、宝塚歌劇団に入団し、『春のおどり－花の宝塚－』で初舞台。宝塚入団時の成績は64人中36位。
新進男役時代に星組から月組へ組替えとなり、のちに月組男役トップスターとなる。
当時、那智わたる・内重のぼるとともに宝塚歌劇で人気を博し、「マル（那智）・サチ（内重）・オソノ（藤里）時代」と称えられたほどである。
1964年2月29日をもって、宝塚歌劇団退団。
2014年、古巣・宝塚歌劇団創立100周年記念で創立された『宝塚歌劇の殿堂』最初の100人のひとりとして殿堂入り。

## 宝塚歌劇団時代の主な舞台
- 『うつぼ舟』（星組）（1956年9月1日 - 9月30日、宝塚大劇場）
- 『高校三年生』（月組）（1957年10月1日 - 10月30日、宝塚大劇場）
- 『ハイ・ティーン』（星組）（1958年6月1日 - 6月30日、宝塚大劇場）
- 『秋の踊り（日本の旋律）』『青い珊瑚礁』（月組）（1958年10月1日 - 10月30日、宝塚大劇場）
- 『ミュージック・アルバム』（月組）（1959年2月1日 - 2月26日、宝塚大劇場）
- 『微笑の国』（月組）（1960年7月1日 - 7月31日、宝塚大劇場）
- 『ショウ・イズ・オン』（月組）（1960年10月1日 - 10月30日、宝塚大劇場）
- 『清姫』『三銃士』（月組）（1961年9月2日 - 9月29日、宝塚大劇場）
- 『宝塚百花譜(ハナクラベ)』『華麗なる千拍子』（全組合同）（1961年12月1日 - 12月25日、梅田コマスタジアム）
- 『踊珠曼茶羅』『レ・ガールス－魅せられし女性論－』（月組）（1962年3月1日 - 3月22日、宝塚大劇場）
- 『僕は君』（月組）（1962年5月1日 - 5月31日、宝塚大劇場）
- 『花のみちのく』『皇太子の勲章』（月組）（1962年11月1日 - 11月28日、宝塚大劇場）
- 『トランペット・オルフェ』『不死鳥のつばさ燃ゆとも』（月組）（1963年3月1日 - 3月24日、宝塚大劇場）
- 『潮の鈴』『霧深きエルベのほとり』（月組）（1963年5月1日 - 6月2日、宝塚大劇場）
- 『九月の宵の幻想曲(ファンタジア)』『一人ぼっちのハネムーン』（月組）（1963年9月3日 - 9月29日、宝塚大劇場）
- 『虹のオルゴール工場』『レビューへの招待』（月・星組合同）（1963年11月2日 - 11月25日、東京宝塚劇場）
- 『舞拍子』『レビューへの招待』（専科・月・星組）（1964年1月1日 - 1月29日、宝塚大劇場）

## ドラマ
- 夫婦百景（第270回）一塁ベースを踏め （1963年7月8日、NTV）
- レビューへの招待 （1964年2月2日、YTV）